# Llista de topònims de Riudoms
Llista de topònims (noms propis de lloc) del municipi de Riudoms, al Baix Camp
Informació actualitzada per un bot. Els canvis manuals es perdran quan s'actualitzi!

## casa
| imatge | Nom                                  | Ubicat a | instància de | Detalls                     | coordenades                                                                             | Protecció                                  | Commons (més fotos)                  | Dades a WD                    |
| ------ | ------------------------------------ | -------- | ------------ | --------------------------- | --------------------------------------------------------------------------------------- | ------------------------------------------ | ------------------------------------ | ----------------------------- |
|        | Cal Gallissà                         | Riudoms  | casa         |                             | 41° 08′ 18″ N, 1° 03′ 12″ E / 41.1384°N,1.05335°E ca:Raval de Sant Francesc, Riudoms    | bé cultural d'interès local                | Cal Gallissà                         | Modifica les dades a Wikidata |
|        | Cal Marc Massó                       | Riudoms  | casa         | Estil: arquitectura popular | 41° 08′ 15″ N, 1° 03′ 03″ E / 41.137457°N,1.050845°E                                    | bé integrant del patrimoni cultural català | Cal Marc Massó                       | Modifica les dades a Wikidata |
|        | Cal Massó (Riudoms)                  | Riudoms  | casa         |                             | 41° 08′ 16″ N, 1° 03′ 05″ E / 41.137791°N,1.051338°E ca:Carrer Major, 40                |                                            | Cal Massó                            | Modifica les dades a Wikidata |
|        | Casa natal del Beat Bonaventura Gran | Riudoms  | casa         |                             | 41° 08′ 15″ N, 1° 03′ 03″ E / 41.137491°N,1.050699°E ca:Carrer del Beat Bonaventura, 48 |                                            | Casa natal del Beat Bonaventura Gran | Modifica les dades a Wikidata |
|        | la Soleiada                          | Riudoms  | casa         | Estil: noucentisme          | 41° 08′ 32″ N, 1° 02′ 55″ E / 41.1423°N,1.04874°E                                       | bé cultural d'interès local                | La Soleiada                          | Modifica les dades a Wikidata |

## curs d'aigua
| imatge | Nom                | Ubicat a                                                                | instància de | Detalls                     | coordenades | Protecció | Commons (més fotos) | Dades a WD                    |
| ------ | ------------------ | ----------------------------------------------------------------------- | ------------ | --------------------------- | --- | --------- | ------------------- | ----------------------------- |
|        | riera d'Alforja    | Alforja les Borges del Camp Botarell Riudoms Montbrió del Camp Cambrils | curs d'aigua | Desemboca: mar Mediterrània | 41° 13′ 15″ N, 0° 55′ 59″ E / 41.220903°N,0.933171°E 41° 03′ 48″ N, 1° 03′ 18″ E / 41.06339°N,1.055061111111111°E |           | Riera d'Alforja     | Modifica les dades a Wikidata |
|        | riera de Maspujols | Vilaplana l'Aleixar Maspujols Riudoms Cambrils                          | curs d'aigua | Desemboca: mar Mediterrània | 41° 15′ 22″ N, 1° 03′ 23″ E / 41.256237°N,1.056271°E 41° 03′ 49″ N, 1° 04′ 55″ E / 41.06368°N,1.08202°E           |           | Riera de Maspujols  | Modifica les dades a Wikidata |

## edifici
| imatge | Nom                                  | Ubicat a | instància de           | Detalls                     | coordenades                                          | Protecció                   | Commons (més fotos)                  | Dades a WD                    |
| ------ | ------------------------------------ | -------- | ---------------------- | --------------------------- | ---------------------------------------------------- | --------------------------- | ------------------------------------ | ----------------------------- |
|        | Centre Riudomenc                     | Riudoms  | edifici                | Estil: arquitectura popular | 41° 08′ 18″ N, 1° 03′ 01″ E / 41.138238°N,1.050167°E | bé cultural d'interès local | Centre Riudomenc                     | Modifica les dades a Wikidata |
|        | Hospital i capella de la Verge Maria | Riudoms  | edifici antic hospital | Estil: arquitectura popular | 41° 08′ 15″ N, 1° 03′ 03″ E / 41.137612°N,1.050755°E | bé cultural d'interès local | Hospital i capella de la Verge Maria | Modifica les dades a Wikidata |

## església
| imatge | Nom                                   | Ubicat a | instància de | Detalls | coordenades                                                                 | Protecció                                  | Commons (més fotos)              | Dades a WD                    |
| ------ | ------------------------------------- | -------- | ------------ | --- | --------------------------------------------------------------------------- | ------------------------------------------ | -------------------------------- | ----------------------------- |
|        | Convent de Sant Joan dels Franciscans | Riudoms  | església     | Estil: arquitectura barroca                                                                                         | 41° 08′ 18″ N, 1° 03′ 29″ E / 41.1384°N,1.05798°E                           | bé integrant del patrimoni cultural català | Convent de Sant Joan de Riudoms  | Modifica les dades a Wikidata |
|        | Sant Antoni de Pàdua de Riudoms       | Riudoms  | església     | Estil: barroc | 41° 08′ 32″ N, 1° 02′ 54″ E / 41.142176°N,1.048312°E                        | bé cultural d'interès local                | Ermita de Sant Antoni de Riudoms | Modifica les dades a Wikidata |
|        | Sant Jaume de Riudoms                 | Riudoms  | església     | Estil: arquitectura gòtica arquitectura del Renaixement 1617 Anomenat per: Jaume el Major Dedicat a: Jaume el Major | 41° 08′ 21″ N, 1° 03′ 04″ E / 41.139104°N,1.051104°E ca:Plaça de l'església | bé cultural d'interès nacional             | Sant Jaume de Riudoms            | Modifica les dades a Wikidata |

## granja
| imatge | Nom                 | Ubicat a | instància de | Detalls | coordenades                                                         | Protecció | Commons (més fotos) | Dades a WD                    |
| ------ | ------------------- | -------- | ------------ | ------- | ------------------------------------------------------------------- | --------- | ------------------- | ----------------------------- |
|        | Granges del Cros    | Riudoms  | granja       |         | 41° 08′ 11″ N, 1° 02′ 39″ E / 41.1363619355187°N,1.04429124168367°E |           |                     | Modifica les dades a Wikidata |
|        | Granges del Domingo | Riudoms  | granja       |         | 41° 08′ 38″ N, 1° 03′ 01″ E / 41.1439578604838°N,1.05029726280911°E |           |                     | Modifica les dades a Wikidata |
|        | Granges del Freixes | Riudoms  | granja       |         | 41° 09′ 24″ N, 1° 02′ 04″ E / 41.1566667500978°N,1.03437988726408°E |           |                     | Modifica les dades a Wikidata |
|        | Granja Font         | Riudoms  | granja       |         | 41° 07′ 54″ N, 1° 02′ 29″ E / 41.1316992951119°N,1.04129659730703°E |           |                     | Modifica les dades a Wikidata |
|        | Granja Rovira       | Riudoms  | granja       |         | 41° 06′ 51″ N, 1° 04′ 41″ E / 41.1141346865143°N,1.07816836668878°E |           |                     | Modifica les dades a Wikidata |
|        | Granja del Baconer  | Riudoms  | granja       |         | 41° 06′ 50″ N, 1° 04′ 11″ E / 41.1138412858623°N,1.06978038757318°E |           |                     | Modifica les dades a Wikidata |
|        | Granja del Freixes  | Riudoms  | granja       |         | 41° 09′ 13″ N, 1° 02′ 23″ E / 41.153747167373°N,1.03959151898928°E  |           |                     | Modifica les dades a Wikidata |

## masia
| imatge | Nom                        | Ubicat a | instància de | Detalls                     | coordenades                                                                               | Protecció                                  | Commons (més fotos)     | Dades a WD                    |
| ------ | -------------------------- | -------- | ------------ | --------------------------- | ----------------------------------------------------------------------------------------- | ------------------------------------------ | ----------------------- | ----------------------------- |
|        | Bòbila del Minguet         | Riudoms  | masia        |                             | 41° 08′ 15″ N, 1° 02′ 40″ E / 41.1374737247611°N,1.0445203195131°E                        |                                            |                         | Modifica les dades a Wikidata |
|        | Mas Blanc                  | Riudoms  | masia        | Estil: arquitectura popular | 41° 06′ 48″ N, 1° 04′ 39″ E / 41.113247°N,1.077433°E ca:Carretera TV-3142, km 2,1 73 msnm | bé cultural d'interès local                | Mas Blanc (Riudoms)     | Modifica les dades a Wikidata |
|        | Mas Blau                   | Riudoms  | masia        | Estil: arquitectura popular | 41° 10′ 03″ N, 1° 03′ 13″ E / 41.167466°N,1.053705°E                                      | bé integrant del patrimoni cultural català | Mas Blau (Riudoms)      | Modifica les dades a Wikidata |
|        | Mas Bonet                  | Riudoms  | masia        |                             | 41° 08′ 25″ N, 1° 04′ 46″ E / 41.1404032924682°N,1.0794389061962°E                        |                                            |                         | Modifica les dades a Wikidata |
|        | Mas d'en Blai              | Riudoms  | masia        |                             | 41° 08′ 44″ N, 1° 04′ 39″ E / 41.1456856145621°N,1.07752120180153°E                       |                                            |                         | Modifica les dades a Wikidata |
|        | Mas d'en Xarrinet          | Riudoms  | masia        |                             | 41° 09′ 32″ N, 1° 01′ 36″ E / 41.1589210379921°N,1.02662533318704°E                       |                                            |                         | Modifica les dades a Wikidata |
|        | Mas de Minflo              | Riudoms  | masia        |                             | 41° 07′ 10″ N, 1° 04′ 52″ E / 41.119519868569°N,1.081135542922°E                          |                                            |                         | Modifica les dades a Wikidata |
|        | Mas de Montserrat          | Riudoms  | masia        |                             | 41° 06′ 54″ N, 1° 05′ 42″ E / 41.1148731054416°N,1.09496400152491°E                       |                                            |                         | Modifica les dades a Wikidata |
|        | Mas de Querol              | Riudoms  | masia        |                             | 41° 05′ 56″ N, 1° 04′ 45″ E / 41.098954971096°N,1.07911116890174°E                        |                                            |                         | Modifica les dades a Wikidata |
|        | Mas de Sentís              | Riudoms  | masia        |                             | 41° 07′ 51″ N, 1° 02′ 33″ E / 41.130875°N,1.042427°E                                      |                                            | Mas de Sentís (Riudoms) | Modifica les dades a Wikidata |
|        | Mas de Siurana             | Riudoms  | masia        |                             | 41° 07′ 24″ N, 1° 05′ 30″ E / 41.1232232866997°N,1.09172071116964°E                       |                                            |                         | Modifica les dades a Wikidata |
|        | Mas de Sotorres            | Riudoms  | masia        |                             | 41° 06′ 55″ N, 1° 05′ 08″ E / 41.1153739850794°N,1.08551657614525°E                       |                                            |                         | Modifica les dades a Wikidata |
|        | Mas de l'Esponei           | Riudoms  | masia        |                             | 41° 06′ 59″ N, 1° 05′ 20″ E / 41.1163132243482°N,1.08891948497154°E                       |                                            |                         | Modifica les dades a Wikidata |
|        | Mas de l'Estivill          | Riudoms  | masia        |                             | 41° 07′ 08″ N, 1° 05′ 38″ E / 41.1189999386743°N,1.09396322994401°E                       |                                            |                         | Modifica les dades a Wikidata |
|        | Mas de l'Eucaliptus        | Riudoms  | masia        |                             | 41° 08′ 00″ N, 1° 03′ 37″ E / 41.1332653601295°N,1.06038304683271°E                       |                                            |                         | Modifica les dades a Wikidata |
|        | Mas de l'Iglésies          | Riudoms  | masia        |                             | 41° 06′ 26″ N, 1° 05′ 08″ E / 41.1072955009807°N,1.08558460169985°E                       |                                            |                         | Modifica les dades a Wikidata |
|        | Mas de la Calderera        | Riudoms  | masia        | Estil: noucentisme          | 41° 09′ 16″ N, 1° 03′ 02″ E / 41.1544°N,1.05042°E                                         | bé cultural d'interès local                | Mas de la Calderera     | Modifica les dades a Wikidata |
|        | Mas de la Carabassa        | Riudoms  | masia        |                             | 41° 08′ 46″ N, 1° 02′ 28″ E / 41.1461783438915°N,1.04102054319466°E                       |                                            |                         | Modifica les dades a Wikidata |
|        | Mas de la Torre            | Riudoms  | masia        |                             | 41° 09′ 27″ N, 1° 01′ 52″ E / 41.1576268634698°N,1.03100227007699°E                       |                                            |                         | Modifica les dades a Wikidata |
|        | Mas de les Bombes          | Riudoms  | masia        |                             | 41° 07′ 15″ N, 1° 04′ 31″ E / 41.1207427513713°N,1.0752716947542°E                        |                                            |                         | Modifica les dades a Wikidata |
|        | Mas del Baconer            | Riudoms  | masia        |                             | 41° 06′ 54″ N, 1° 04′ 00″ E / 41.1148801236678°N,1.06673667457818°E                       |                                            |                         | Modifica les dades a Wikidata |
|        | Mas del Batalla            | Riudoms  | masia        |                             | 41° 06′ 41″ N, 1° 04′ 51″ E / 41.1114248297993°N,1.08095088928802°E                       |                                            |                         | Modifica les dades a Wikidata |
|        | Mas del Boter              | Riudoms  | masia        |                             | 41° 08′ 22″ N, 1° 01′ 25″ E / 41.139341°N,1.023699°E                                      |                                            |                         | Modifica les dades a Wikidata |
|        | Mas del Carles Roig        | Riudoms  | masia        |                             | 41° 09′ 06″ N, 1° 04′ 20″ E / 41.1516477542738°N,1.07209165490822°E                       |                                            |                         | Modifica les dades a Wikidata |
|        | Mas del Coques             | Riudoms  | masia        |                             | 41° 06′ 27″ N, 1° 05′ 18″ E / 41.1076006798812°N,1.08823141207671°E                       |                                            |                         | Modifica les dades a Wikidata |
|        | Mas del Cruset             | Riudoms  | masia        |                             | 41° 06′ 25″ N, 1° 03′ 51″ E / 41.1069629837108°N,1.06407516861925°E                       |                                            |                         | Modifica les dades a Wikidata |
|        | Mas del Domènec            | Riudoms  | masia        |                             | 41° 09′ 12″ N, 1° 02′ 13″ E / 41.1534232368695°N,1.03696748928181°E                       |                                            |                         | Modifica les dades a Wikidata |
|        | Mas del Duc                | Riudoms  | masia        |                             | 41° 07′ 21″ N, 1° 04′ 05″ E / 41.1224497410024°N,1.0680153228378°E                        |                                            |                         | Modifica les dades a Wikidata |
|        | Mas del Duran              | Riudoms  | masia        |                             | 41° 08′ 15″ N, 1° 04′ 46″ E / 41.137505784235°N,1.0794198523803°E                         |                                            |                         | Modifica les dades a Wikidata |
|        | Mas del Fargues            | Riudoms  | masia        |                             | 41° 09′ 40″ N, 1° 02′ 47″ E / 41.1611424349431°N,1.04649835742887°E                       |                                            |                         | Modifica les dades a Wikidata |
|        | Mas del Fatxenda           | Riudoms  | masia        |                             | 41° 08′ 12″ N, 1° 05′ 03″ E / 41.1366792249245°N,1.08406302812568°E                       |                                            |                         | Modifica les dades a Wikidata |
|        | Mas del Figueres           | Riudoms  | masia        |                             | 41° 08′ 04″ N, 1° 04′ 07″ E / 41.1343785624731°N,1.06873748591314°E                       |                                            |                         | Modifica les dades a Wikidata |
|        | Mas del Folc               | Riudoms  | masia        |                             | 41° 09′ 15″ N, 1° 02′ 57″ E / 41.1542503038533°N,1.04906267584414°E                       |                                            |                         | Modifica les dades a Wikidata |
|        | Mas del Freixes            | Riudoms  | masia        |                             | 41° 09′ 14″ N, 1° 02′ 18″ E / 41.1538410764291°N,1.0382301598197°E                        |                                            |                         | Modifica les dades a Wikidata |
|        | Mas del Llibori            | Riudoms  | masia        |                             | 41° 08′ 33″ N, 1° 02′ 47″ E / 41.1425144334972°N,1.04644377436288°E                       |                                            |                         | Modifica les dades a Wikidata |
|        | Mas del Mallafrè           | Riudoms  | masia        |                             | 41° 08′ 12″ N, 1° 02′ 12″ E / 41.136782814013°N,1.0365505251017°E                         |                                            |                         | Modifica les dades a Wikidata |
|        | Mas del Martí              | Riudoms  | masia        |                             | 41° 08′ 31″ N, 1° 04′ 17″ E / 41.1420059072427°N,1.07131370743448°E                       |                                            |                         | Modifica les dades a Wikidata |
|        | Mas del Maurici            | Riudoms  | masia        |                             | 41° 09′ 52″ N, 1° 03′ 13″ E / 41.164551705091°N,1.05367967613448°E                        |                                            |                         | Modifica les dades a Wikidata |
|        | Mas del Modest             | Riudoms  | masia        |                             | 41° 08′ 55″ N, 1° 02′ 27″ E / 41.148567377981°N,1.0409653170795°E                         |                                            |                         | Modifica les dades a Wikidata |
|        | Mas del Moragues           | Riudoms  | masia        |                             | 41° 06′ 49″ N, 1° 04′ 54″ E / 41.1135824173569°N,1.08178128168025°E                       |                                            |                         | Modifica les dades a Wikidata |
|        | Mas del Màxim Borràs       | Riudoms  | masia        |                             | 41° 07′ 19″ N, 1° 05′ 02″ E / 41.1219656557437°N,1.08378838185594°E                       |                                            |                         | Modifica les dades a Wikidata |
|        | Mas del Nyenyo             | Riudoms  | masia        |                             | 41° 06′ 30″ N, 1° 04′ 55″ E / 41.108470890152°N,1.08206110614428°E                        |                                            |                         | Modifica les dades a Wikidata |
|        | Mas del Pagès              | Riudoms  | masia        |                             | 41° 07′ 36″ N, 1° 01′ 33″ E / 41.1267589080862°N,1.02574318250768°E                       |                                            |                         | Modifica les dades a Wikidata |
|        | Mas del Pau                | Riudoms  | masia        |                             | 41° 10′ 02″ N, 1° 02′ 57″ E / 41.1671703456583°N,1.04927533588928°E                       |                                            |                         | Modifica les dades a Wikidata |
|        | Mas del Pellisser          | Riudoms  | masia        |                             | 41° 08′ 56″ N, 1° 04′ 08″ E / 41.1489660242599°N,1.06901240936202°E                       |                                            |                         | Modifica les dades a Wikidata |
|        | Mas del Pepito             | Riudoms  | masia        |                             | 41° 10′ 05″ N, 1° 02′ 53″ E / 41.1681482472685°N,1.04798282251876°E                       |                                            |                         | Modifica les dades a Wikidata |
|        | Mas del Perleta            | Riudoms  | masia        |                             | 41° 08′ 41″ N, 1° 02′ 41″ E / 41.1447198312955°N,1.04476970084121°E                       |                                            |                         | Modifica les dades a Wikidata |
|        | Mas del Racó               | Riudoms  | masia        |                             | 41° 08′ 31″ N, 1° 04′ 02″ E / 41.1419648270962°N,1.06725187154305°E                       |                                            |                         | Modifica les dades a Wikidata |
|        | Mas del Regiment           | Riudoms  | masia        |                             | 41° 07′ 32″ N, 1° 05′ 02″ E / 41.1254271647765°N,1.08394971778208°E                       |                                            |                         | Modifica les dades a Wikidata |
|        | Mas del Ros                | Riudoms  | masia        |                             | 41° 08′ 58″ N, 1° 02′ 36″ E / 41.149508144732°N,1.0433205628319°E                         |                                            |                         | Modifica les dades a Wikidata |
|        | Mas del Salvat             | Riudoms  | masia        |                             | 41° 07′ 22″ N, 1° 05′ 29″ E / 41.1227597912656°N,1.09147208675899°E                       |                                            |                         | Modifica les dades a Wikidata |
|        | Mas del Siurana            | Riudoms  | masia        |                             | 41° 10′ 02″ N, 1° 02′ 54″ E / 41.167352860386°N,1.04835210715984°E                        |                                            |                         | Modifica les dades a Wikidata |
|        | Mas del Sol                | Riudoms  | masia        |                             | 41° 09′ 09″ N, 1° 02′ 52″ E / 41.1523983155065°N,1.04767565120918°E                       |                                            | Mas del Sol             | Modifica les dades a Wikidata |
|        | Mas del Toda               | Riudoms  | masia        | Estil: arquitectura popular | 41° 09′ 27″ N, 1° 03′ 12″ E / 41.1575°N,1.05345°E                                         | bé integrant del patrimoni cultural català | Mas del Toda            | Modifica les dades a Wikidata |
|        | Mas del Xanxo              | Riudoms  | masia        |                             | 41° 08′ 44″ N, 1° 02′ 48″ E / 41.1454353706513°N,1.04659536896684°E                       |                                            |                         | Modifica les dades a Wikidata |
|        | Mas dels Alls              | Riudoms  | masia        |                             | 41° 09′ 56″ N, 1° 01′ 47″ E / 41.165489393098°N,1.0297339457358°E                         |                                            |                         | Modifica les dades a Wikidata |
|        | Mina dels Bessonets        | Riudoms  | masia        |                             | 41° 07′ 10″ N, 1° 05′ 21″ E / 41.1195080020386°N,1.0892913150172°E                        |                                            |                         | Modifica les dades a Wikidata |
|        | Molins Nous                | Riudoms  | masia        |                             | 41° 08′ 54″ N, 1° 03′ 58″ E / 41.1482526418241°N,1.0662211209871°E                        |                                            |                         | Modifica les dades a Wikidata |
|        | Pi de Botafocs             | Riudoms  | masia        |                             | 41° 08′ 38″ N, 1° 01′ 54″ E / 41.143903583059°N,1.0315719531802°E                         |                                            |                         | Modifica les dades a Wikidata |
|        | Torre del Mas de Don Felip | Riudoms  | masia        | Estil: arquitectura popular | 41° 06′ 01″ N, 1° 04′ 39″ E / 41.100357°N,1.077393°E                                      | bé cultural d'interès local                | Mas de Don Felip        | Modifica les dades a Wikidata |
|        | Xalet del Font             | Riudoms  | masia        |                             | 41° 07′ 54″ N, 1° 01′ 48″ E / 41.131724849511°N,1.03012126914967°E                        |                                            |                         | Modifica les dades a Wikidata |
|        | els Hostalets              | Riudoms  | masia        |                             | 41° 08′ 09″ N, 1° 02′ 34″ E / 41.1358672887115°N,1.04274521228698°E                       |                                            | Els Hostalets           | Modifica les dades a Wikidata |
|        | lo Castell                 | Riudoms  | masia        |                             | 41° 08′ 48″ N, 1° 02′ 37″ E / 41.1467098466008°N,1.04367388179791°E                       |                                            |                         | Modifica les dades a Wikidata |

## plaça
| imatge | Nom                                | Ubicat a | instància de | Detalls                     | coordenades                                                   | Protecció                   | Commons (més fotos)                          | Dades a WD                    |
| ------ | ---------------------------------- | -------- | ------------ | --------------------------- | ------------------------------------------------------------- | --------------------------- | -------------------------------------------- | ----------------------------- |
|        | plaça de l'Arbre                   | Riudoms  | plaça        | Arquitecte: Hiroya Tanaka   | 41° 08′ 20″ N, 1° 03′ 20″ E / 41.138959°N,1.055438°E          |                             | Plaça de l'Arbre                             | Modifica les dades a Wikidata |
|        | plaça de l'Església i plaça Petita | Riudoms  | plaça        | Estil: arquitectura popular | 41° 08′ 19″ N, 1° 03′ 06″ E / 41.138694°N,1.051649°E 123 msnm | bé cultural d'interès local | Plaça de l'Església i plaça Petita (Riudoms) | Modifica les dades a Wikidata |

## polígon industrial
| imatge | Nom                                  | Ubicat a | instància de       | Detalls | coordenades                                                         | Protecció | Commons (més fotos) | Dades a WD                    |
| ------ | ------------------------------------ | -------- | ------------------ | ------- | ------------------------------------------------------------------- | --------- | ------------------- | ----------------------------- |
|        | Polígon industrial El Prat           | Riudoms  | polígon industrial |         | 41° 08′ 04″ N, 1° 03′ 45″ E / 41.1343083591726°N,1.06241338038237°E |           |                     | Modifica les dades a Wikidata |
|        | Polígon industrial Planes del Roquís | Riudoms  | polígon industrial |         | 41° 08′ 48″ N, 1° 04′ 16″ E / 41.1466612030692°N,1.07122491846086°E |           |                     | Modifica les dades a Wikidata |

## Misc
| imatge | Nom                        | Ubicat a | instància de                                   | Detalls                                                              | coordenades | Protecció                   | Commons (més fotos)                          | Dades a WD                    |
| ------ | -------------------------- | -------- | ---------------------------------------------- | -------------------------------------------------------------------- | --- | --------------------------- | -------------------------------------------- | ----------------------------- |
|        | Centre històric de Riudoms | Riudoms  | centre històric                                |                                                                      | 41° 08′ 19″ N, 1° 03′ 06″ E / 41.138694°N,1.051649°E                                                           | bé cultural d'interès local | Plaça de l'Església i plaça Petita (Riudoms) | Modifica les dades a Wikidata |
|        | Molins del Marc Massó      | Riudoms  | nucli de població                              |                                                                      | 41° 08′ 02″ N, 1° 02′ 59″ E / 41.1338762016055°N,1.04961898666524°E                                            |                             |                                              | Modifica les dades a Wikidata |
|        | Rentadors de la Font Nova  | Riudoms  | safareig                                       |                                                                      | 41° 08′ 28″ N, 1° 03′ 22″ E / 41.141091°N,1.056099°E ca:Carrer Salvador Espriu                                 |                             | Rentadors de la Font Nova (Riudoms)          | Modifica les dades a Wikidata |
|        | Riudoms                    | Riudoms  | entitat singular de població capital municipal | 6954 hab                                                             | 41° 08′ 00″ N, 1° 03′ 00″ E / 41.13333°N,1.05°E 121 msnm                                                       |                             |                                              | Modifica les dades a Wikidata |
|        | casa de la Vila de Riudoms | Riudoms  | casa consistorial                              | Estil: arquitectura modernista arquitectura popular 20th century     | 41° 08′ 16″ N, 1° 03′ 03″ E / 41.137777777778°N,1.0508333333333°E ca:Plaça de l'Om - Carrer Major, 52 119 msnm | bé cultural d'interès local | Casa de la Vila (Riudoms)                    | Modifica les dades a Wikidata |
|        | cementiri de Riudoms       | Riudoms  | cementiri                                      |                                                                      | 41° 08′ 36″ N, 1° 02′ 49″ E / 41.143384°N,1.046964°E                                                           |                             | Cementiri de Riudoms                         | Modifica les dades a Wikidata |
|        | molí de vent               | Riudoms  | molí de vent                                   | Estil: arquitectura popular 17th century                             | 41° 09′ 30″ N, 1° 02′ 44″ E / 41.158259°N,1.045465°E ca:Partida del Molí de Vent 178 msnm                      | bé cultural d'interès local | Molí de vent (Riudoms)                       | Modifica les dades a Wikidata |
|        | pi del Boter               | Riudoms  | arbre singular                                 | Taxon: pi pinyer (Pinus pinea) Ample: 263m Alt: 22m Perímetre: 4.35m | 41° 08′ 20″ N, 1° 01′ 22″ E / 41.13876°N,1.02286°E ca:Alqueria, Mas del Boter 155 msnm                         | arbre monumental            | Pi del Boter                                 | Modifica les dades a Wikidata |
|        | vil·la romana de la Mola   | Riudoms  | vil·la romana                                  |                                                                      | 41° 08′ 26″ N, 1° 03′ 11″ E / 41.140639°N,1.053058°E ca:Via Romana, Riudoms 119 msnm                           |                             | Vil·la romana de la Mola                     | Modifica les dades a Wikidata |